# Paul De Backer
Paul De Backer (ur. 28 listopada 1894 w Schaerbeek, zm. 9 stycznia 1963 w Brukseli) – belgijski pływak, uczestnik Letnich Igrzysk 1920 w Antwerpii.
Startował w konkurencji 1500 metrów stylem dowolnym podczas igrzysk olimpijskich w 1920 roku. Z czasem 26:46.4 zajął 2. miejsce w swoim wyścigu eliminacyjnym. Odpadł w półfinale z nieznanym czasem.
Był mistrzem Belgii na dystansie 1500 metrów stylem dowolnym w 1920.